# Allan Simonsen
Allan Rodenkam Simonsen (Vejle, Dinamarca, 15 de diciembre de 1952) es un exfutbolista danés de los años 70 y 80, considerado uno de los mejores extremos de Europa de su época. Fue distinguido con el Balón de Oro de Europa en 1977 elegido como el mejor futbolista de Europa del año.

## Biografía
En el verano de 1979 fichó por el F. C. Barcelona, al que llegó tras recibir el Balón de Oro dos años antes, con la aureola de ser considerado el mejor jugador de Europa, y con la difícil papeleta de hacer olvidar al neerlandés Johan Neeskens, del que ocupaba la plaza de extranjero.
A pesar de las dificultades y conocido también por su baja estatura, enseguida se ganó el cariño de la afición barcelonista gracias a su excelente clase, rapidez, facilidad para el regate y la cantidad de asistencias o pases de gol que dio a compañeros como Hansi Krankl o Quini.
En el F. C. Barcelona coincidió con míticos futbolistas como Hansi Krankl, Quini, Rexach, Carrasco, Schuster o Urruti. Juntos estuvieron a punto de ganar el campeonato de liga en tres ocasiones, aunque nunca lo consiguieron a causa de diversas circunstancias.
En la temporada 1980-1981 el equipo fue líder de la liga durante buena parte del campeonato, pero a dos meses del final de temporada, el secuestro de Quini echó al traste todas las posibilidades del equipo. Los jugadores no pudieron superar los acontecimientos, y el equipo acabó quinto, a cuatro puntos del campeón, la Real Sociedad. Sin embargo, la decepción por lo sucedido en el campeonato de liga se compensa tras el título de la Copa del Rey (campeonato de copa) donde el Barcelona se coronó campeón tras vencer por 3 a 1 al Sporting de Gijón en la final disputada en el Estadio Vicente Calderón.
En la siguiente temporada, 1981-1982, todo indicaba que el F. C. Barcelona se iba a proclamar campeón de liga. El equipo jugaba bien a pesar de no poder contar, durante la mayor parte del campeonato, con el alemán Bernd Schuster, al que el jugador del Athletic de Bilbao Andoni Goikoetxea había roto la rodilla en una fuerte entrada. Faltaban seis partidos para el final del campeonato de liga cuando el equipo, entrenado por el alemán Udo Lattek, aventajaba en seis puntos al segundo clasificado, la Real Sociedad. Pero el Barcelona increíblemente perdió 4 partidos y empató dos, y acabó perdiendo la liga, que ganó la Real Sociedad, por segundo año consecutivo, con dos puntos de ventaja sobre el F. C. Barcelona. En la Copa del Rey los resultados tampoco fueron como lo esperado al caer en octavos de final contra el Atlético de Madrid. 
No obstante, la desilusión tras la pérdida tanto de la Liga como de la Copa se compensó de una manera fantástica con la victoria en la Recopa de Europa de 1982, donde el Barcelona se coronó campeón tras vencer por 2 a 1 al Standard de Lieja en la final disputada en el estadio Camp Nou, con un gol del propio Simonsen y otro de Quini a pase de Simonsen.
En el verano de 1982 se vio obligado a abandonar el F. C. Barcelona, ya que el club había contratado al argentino Diego Armando Maradona, considerado ya en ese momento el mejor jugador del mundo. 
El club intentó que se aprobara una modificación de la normativa, para que cada equipo pudiese alinear a tres extranjeros en la Liga, pero la mayoría del resto de clubs se opuso temiendo una gran superioridad del Barcelona. El club ofreció a Simonsen la posibilidad de continuar en la disciplina azulgrana, como suplente, en espera de una lesión de los dos extranjeros elegidos para competir, Maradona y Schuster, o de un cambio de la normativa. Simonsen prefirió marcharse ante la perspectiva de pasar muchos meses sin jugar.
Fichó por el Charlton Athletic, de la primera división inglesa, pero dejó el club al cabo de unos meses porque el Charlton no le pagaba lo estipulado en el contrato.
Acabó su carrera en el Vejle, el club de su ciudad natal, en el que se había iniciado al fútbol. Una brutal entrada del jugador francés Ivon Le Roux, defensor central, acabó con su carrera.
Una vez retirado, se sacó el título de entrenador y dirigió a diversos equipos de la primera división danesa. Llegó a ser durante varios años el Seleccionador nacional de las Islas Feroe y de la Selección de Luxemburgo.
Es el único jugador que ha marcado goles en las tres finales europeas de clubes organizadas por la UEFA, es decir, Copa de Europa, Recopa de Europa y Copa de la UEFA. Dado que la Recopa de Europa es un torneo ya desaparecido, este honor no lo compartirá con ningún otro jugador.

## Selección nacional
Ha sido internacional con la selección de fútbol de Dinamarca en 55 ocasiones, en las que marcó 20 goles.

### Participaciones en Copas del Mundo
| Mundial                        | Sede   | Resultado        |
| ------------------------------ | ------ | ---------------- |
| Copa Mundial de Fútbol de 1986 | México | Octavos de final |

## Clubes

### Jugador
| Club                     | País       | Año       |
| ------------------------ | ---------- | --------- |
| Vejle BK                 | Dinamarca  | 1971-1972 |
| Borussia Mönchengladbach | Alemania   | 1972-1979 |
| Barcelona                | España     | 1979-1982 |
| Charlton Athletic        | Inglaterra | 1982      |
| Vejle BK                 | Dinamarca  | 1983-1989 |

### Entrenador
| Equipo                                 | País        | Año       |
| -------------------------------------- | ----------- | --------- |
| Vejle BK                               | Dinamarca   | 1991-1994 |
| Selección de fútbol de las Islas Feroe | Islas Feroe | 1994-2001 |
| Selección de fútbol de Luxemburgo      | Luxemburgo  | 2001-2004 |

## Palmarés

### Campeonatos nacionales
| Título             | Club                     | País      | Año  |
| ------------------ | ------------------------ | --------- | ---- |
| Liga de Dinamarca  | Vejle BK                 | Dinamarca | 1971 |
| Liga de Dinamarca  | Vejle BK                 | Dinamarca | 1972 |
| Copa de Dinamarca  | Vejle BK                 | Dinamarca | 1972 |
| Copa de Alemania   | Borussia Mönchengladbach | Alemania  | 1973 |
| Fußball-Bundesliga | Borussia Mönchengladbach | Alemania  | 1975 |
| Fußball-Bundesliga | Borussia Mönchengladbach | Alemania  | 1976 |
| Fußball-Bundesliga | Borussia Mönchengladbach | Alemania  | 1977 |
| Copa del Rey       | F. C. Barcelona          | España    | 1981 |
| Liga de Dinamarca  | Vejle BK                 | Dinamarca | 1984 |

### Copas internacionales
| Título           | Club                     | Sede       | Año  |
| ---------------- | ------------------------ | ---------- | ---- |
| Copa de la UEFA  | Borussia Mönchengladbach | Enschede   | 1975 |
| Copa de la UEFA  | Borussia Mönchengladbach | Düsseldorf | 1979 |
| Recopa de Europa | F. C. Barcelona          | Barcelona  | 1982 |

### Distinciones individuales
| Distinción   | Año  |
| ------------ | ---- |
| Balón de Oro | 1977 |